# DIN 1450
DIN 1450, intitulé Schriften - Leserlichkeit, est une norme allemande du Deutsches Institut für Normung (DIN) pour la lisibilité des polices de caractères, publiée en juillet 1993 et révisée en avril 2013.

## Sources
- (en) « Legibility of text », sur din.de, site du DIN, 30 avril 2013 (version du 15 décembre 2013 sur Internet Archive).
- (en) « DIN 1450, recommended for barrier-free reading », sur linotype.com, site de Linotype (consulté le 26 février 2024).
- (de) Ralf Herrmann, « DIN 1450 – warum eine Norm zur Leserlichkeit von Schrift sinnvoll ist », sur typografie.info, 17 avril 2013 (consulté le 26 février 2024).
- (en) Maggie Tang, « Albert-Jan Pool: Legibility according to DIN 1450 », sur typotalks.com, 22 mai 2013 (consulté le 26 février 2024).